# Хаббард, Фредди
Фредерик Дивэйн «Фредди» Хаббард (англ. Frederick Dewayne "Freddie" Hubbard; 7 апреля 1938 — 29 декабря 2008) — американский джазмен-трубач, известен начиная с 1960-х годов как музыкант, игравший в стилях би-боп, хард-боп и пост-боп. Его неповторимый стиль оказал влияние на многих джазменов и открыл новые перспективы би-бопа.

## Биография

### Ранний этап карьеры
Хаббард начал играть на мелофоне и трубе в школьном бэнде полной школы Arsenal Technical в Индианаполисе, штат Индиана. Трубач Ли Кацман, поработавший вместе со Стэном Кентоном, рекомендовал его к обучению в Консерватории Артура Джордана (ныне Джордановский Колледж изящных искусств при Университете Бутлер), где он обучался вместе с Максом Вудбари, ведущим трубачом Индианаполисского Симфонического Оркестра. В годы своей молодости Хаббард немного поиграл вместе с братьями Монком и Уэсом Монтгомери, контрабасистом Ларри Ридли и саксофонистом Джеймсом Спраудингом. В 1958 году в возрасте 20-ти лет он переехал в Нью-Йорк и начал играть с ведущими джазовыми музыкантами своего времени: Филли Джо Джонсом, Сонни Роллинсом, Слайдом Хэмптоном, Эриком Долфи, Джей Джей Джонсоном, Куинси Джонсом. В июне 1960 года Хаббард записал свою первую композицию в качестве солиста — Open Sesame — с саксофонистом Тиной Брукс, пианистом Маккоем Тайнером, контрабасистом Сэмом Джонсом и ударником Клиффордом Джарвисом. В декабре 1960 года Хаббарда пригласили поучаствовать в фестивале Ornette Coleman’s Free Jazz, после того как Коулман услышал его игру в дуэте с Доном Черри.
Поле этого, в мае 1961 года Хаббард принял участие в записи альбома Джона Колтрейна «Olé Coltrane», позже он с Эриком Долфи участвовал в записи ещё одного альбома Колтрейна — «Africa/Brass». В августе 1961 года Хаббард записал одну из своих наиболее известных композиций — «Ready for Freddie» — которая стала первым плодом его сотрудничества с саксофонистом Уэйном Шортером. Хаббард познакомился с Шортером в 1961 году, заменив Ли Моргана в коллективе Арта Блэйки «Jazz Messengers». Он принимал участие в записях многих композиций бэнда, в том числе «Caravan», «Ugetsu», «Mosaic» и «Free For All». Хаббард сотрудничал с Блэйки вплоть до 1966 года, когда он покинул «Jazz Messengers», создав первый из своих небольших бэндов, в котором, помимо прочих играли пианист Кенни Бэррон и ударник Луис Хэйес. Именно в это время Фредди начал развивать собственное понимание звука, постепенно дистанцируясь от сильного влияния, которое оказали на него в ранние годы Клиффорд Браун и Ли Морган, благодаря этому он выиграл в номинации «Новая звезда — трубач» по версии авторитетного журнала Downbeat.
Его альбом этих времён "The Artistry of Freddie Hubbard" (1962) был переиздан в 1982 году на советской фирме "Мелодия" (С60 18211-2) под названием "Искусство Фредди Хаббарда". Состав бэнда: Фредди Хаббард - труба, Кертис Фуллер - тромбон, Джон Гилмор - саксофон, Томми Флэнеген - фортепиано, Арт Дэйвис - контрабас и Луис Хейес - ударные.
На протяжении 1960-х годов Хаббард в качестве исполнителя принимал участие в записи большинства важнейших альбомов того времени, как то альбомы Оливера Нельсона «The Blues & the Abstract Truth», Эрика Долфи «Out to Lunch», Херби Хэнкока «Maiden Voyage» и Уэйна Шортера «Speak No Evil». На протяжении десятилетия он широко сотрудничал со студией Blue Note Records: восемь альбомов в качестве солиста бэнда и двадцать восемь в качестве исполнителя. О Хаббарде говорили как о «самом замечательном трубаче поколения музыкантов, с одной стороны игравших „тоновый“ джаз, а с другой, принадлежавших к атоновому направлению» . К тому же, Хаббард никогда не принимал полностью концепцию фри-джаза, который проявился в двух знаковых альбомах: «Free Jazz» Орнетта Коулмэна и «Ascension» Джона Колтрейна.

### Поздняя карьера
В 1970-х годах Хаббард достиг наибольшей популярности, связанной с серией альбомов, записанных в сотрудничестве с Кридом Тэйлором и его студией CTI Records и затмивших таких мэтров как Стэнли Тёррентайн, Хьюберт Лоуз и Джордж Бенсон. К тому же, альбомы начала десятилетия — «Red Clay», «First Light», «Straight Life» и «Sky Dive» — были положительно восприняты публикой и вошли в число его лучших работ, а вот альбомы второй половины 70-х годов части критиковались за излишнюю коммерциализацию. Альбом «First Light» в 1972 году выиграл премию «Гремми», в его записи приняли участие пианисты Херби Хэнкок и Ричард Вьяндс, гитаристы Эрик Гэйл и Джордж Бенсон, контрабасист Рон Картер, ударник Джек Де Жоне и перкуссионист Аирто Морейра. В 1994 году Фредди в соавторстве с чикагской вокалисткой Катрин Уитни выпустил ремейк альбома «First Light».
В 1977 году Хаббард присоединился к экс-членам Квинтета Майлса Дэйвиса Херби Хэнкоку, Тони Уильямсу, Рону Картеру и Уэйну Шортеру, с которыми дал несколько совместных концертов. Несколько записей этих концертов были изданы в серии VSOP: VSOP: The Quintet, VSOP: Tempest in the Colosseum (оба — 1977 года) и VSOP: Live Under the Sky (1979 года). Хаббард играл партию трубы при записи трека «Zanzibar» в альбоме Билли Джоэла «52nd Street» (1978 год), выигравшем премию «Гремми» в номинации «Альбом года» (1979 год). К конце композиции студийная музыка наложена на запись выступления Хаббарда; «чистая» студийная версия вышла только в сете Билли Джоэла «My Lives» в 2004 году.
В 1980-х годах Хаббард вновь выступал с собственным коллективом, получая весьма лестные отзывы критиков и играя на концертах и фестивалях в США и Европе, обыкновенно в компании Джо Хендерсона, сочетая в репертуаре хард-боп и модальный джаз. Хаббард дважды играл на легендарном Монтеррейском Джазовом фестивале (Monterey Jazz Festival) — в 1980 и 1989 (с Бобби Хатчерсоном). В 1985 году он записал альбом «Double Take» с трубачом Вуди Шоу, а двумя годами позже «Stardust» с саксофонистом Бенни Голсоном. В 1988 году он возобновил сотрудничество с Артом Блэйки, записав с ним в Голландии «Feel the Wind». В 1990 году он появился в Японии, играя одну из первых ролей на Американо-японском джазовом фестивале, где также играли Элвин Джонс, Сонни Фочн, пианисты Джордж Дьюк и Бенни Грин, контрабасисты Рон Картер и Руфус Райд, вокалистка Салена Джонс. Он также выступал и на Варшавском джазовом фестивале; запись этого концерта вышла в альбоме «Live at the Warsaw Jazz Festival» (Jazzmen, 1992 год). Лучшие записи пришлись на лучшие годы его жизни.
В 2006 году Национальный Фонд Искусств присвоил Хаббарду высшую награду в мире джаза — NEA Jazz Masters Award.
29 декабря 2008 года газета The Indianapolis Star сообщила, что Фредди Хаббард умер в результате осложнений после сердечного приступа, перенесенного 26 ноября того же года. Хаббард скончался в округе Шерман-Оукс, Лос-Анджелес, Калифорния.
В последние годы Хаббард был тесно связан с фондом Jazz Foundation of America. Он рассказывал: «Когда у меня начались проблемы с сердцем и я не мог работать, The Jazz Foundation в течение нескольких месяцев оплачивал мои счета за жильё, благодаря им я сохранил свой дом! Спасибо богу за этих людей» . Благотворительный фонд Jazz Foundation of America’s Musicians' ухаживал за Хаббардом на протяжении его болезни. После своей смерти он завещал фонду все своё имущество.

## Дискография

### В качестве солиста
| Название                                                 |  | Год  |  | Студия               |
| -------------------------------------------------------- |  | ---- |  | -------------------- |
| Open Sesame                                              |  | 1960 |  | Blue Note            |
| Goin' Up                                                 |  | 1960 |  | Blue Note            |
| Hub Cap                                                  |  | 1961 |  | Blue Note            |
| Ready for Freddie                                        |  | 1961 |  | Blue Note            |
| The Artistry of Freddie Hubbard                          |  | 1962 |  | Impulse!             |
| Hub-Tones                                                |  | 1962 |  | Blue Note            |
| Here to Stay                                             |  | 1962 |  | Blue Note            |
| The Body & the Soul                                      |  | 1963 |  | Impulse!             |
| Breaking Point                                           |  | 1964 |  | Blue Note            |
| Blue Spirits                                             |  | 1965 |  | Blue Note            |
| The Night of the Cookers                                 |  | 1965 |  | Blue Note            |
| Jam Gems: Live at the Left Bank                          |  | 2001 |  | Label M              |
| Backlash                                                 |  | 1966 |  | Atlantic             |
| High Blues Pressure                                      |  | 1968 |  | Atlantic             |
| A Soul Experiment                                        |  | 1969 |  | Atlantic             |
| The Black Angel                                          |  | 1970 |  | Atlantic             |
| The Hub of Hubbard                                       |  | 1970 |  | MPS                  |
| Red Clay                                                 |  | 1970 |  | CTI                  |
| Straight Life                                            |  | 1970 |  | CTI                  |
| Sing Me a Song of Songmy                                 |  | 1971 |  | Atlantic             |
| First Light                                              |  | 1971 |  | CTI                  |
| Sky Dive                                                 |  | 1973 |  | CTI                  |
| Freddie Hubbard/Stanley Turrentine In Concert Volume One |  | 1974 |  | CTI                  |
| In Concert Volume Two                                    |  | 1974 |  | CTI                  |
| Keep Your Soul Together                                  |  | 1974 |  | CTI                  |
| Polar AC                                                 |  | 1975 |  | CTI                  |
| High Energy                                              |  | 1974 |  | Columbia             |
| Gleam                                                    |  | 1975 |  | Sony (Japan)         |
| Liquid Love                                              |  | 1975 |  | Columbia             |
| Windjammer                                               |  | 1976 |  | Columbia             |
| Bundle of Joy                                            |  | 1977 |  | Columbia             |
| Super Blue                                               |  | 1978 |  | Columbia             |
| The Love Connection                                      |  | 1979 |  | Columbia             |
| Skagly                                                   |  | 1980 |  | Columbia             |
| Live at the North Sea Jazz Festival                      |  | 1980 |  | Pablo                |
| Mistral с Артом Пеппером                                 |  | 1981 |  | Liberty              |
| Outpost                                                  |  | 1981 |  | Enja                 |
| Splash                                                   |  | 1981 |  | Fantasy              |
| Rollin'                                                  |  | 1982 |  | MPS                  |
| Keystone Bop Vol. 2: Friday & Saturday                   |  | 1996 |  | Prestige             |
| Keystone Bop: Sunday Night                               |  | 1982 |  | Prestige             |
| Born to Be Blue                                          |  | 1982 |  | Pablo                |
| Ride Like the Wind                                       |  | 1982 |  | Elektra/Asylum       |
| Above & Beyond                                           |  | 1982 |  | Metropolitan         |
| Back to Birdland                                         |  | 1982 |  | Real Time            |
| Sweet Return                                             |  | 1983 |  | Atlantic             |
| The Rose Tattoo                                          |  | 1983 |  | Baystate (Japan)     |
| Double Take c Вуди Шоу                                   |  | 1985 |  | Blue Note            |
| Life Flight                                              |  | 1987 |  | Blue Note            |
| The Eternal Triangle c Вуди Шоу                          |  | 1987 |  | Blue Note            |
| Feel the Wind с Артом Блэйки                             |  | 1988 |  | Timeless             |
| Times are Changing                                       |  | 1989 |  | Blue Note            |
| Topsy — Standard Book                                    |  | 1989 |  | Alpha/Compose        |
| Bolivia                                                  |  | 1991 |  | Music Masters        |
| At Jazz Jamboree Warszawa '91: A Tribute to Miles        |  | 2000 |  | Starburst            |
| Live at Fat Tuesday’s                                    |  | 1992 |  | Music Masters        |
| Blues for Miles                                          |  | 1992 |  | Evidence             |
| MMTC: Monk, Miles, Trane & Cannon                        |  | 1995 |  | Music Masters        |
| New Colors                                               |  | 2001 |  | Hip Hop Essence      |
| On The Real Side (70th Birthday Celebration)             |  | 2008 |  | Times Square Records |

С Артом Блэйки
- Mosaic (1961)
- Buhaina's Delight (1961)
- A Jazz Hour with Art Blakey's Jazz Messengers: Blues March (1961)
- Three Blind Mice (1962)
- Caravan (1962)
- Ugetsu (1963)
- Free For All (1964)
- Kyoto (1964)

с Джоном Колтрейном
- Stardust (1958)
- Olé Coltrane (1961)
- Africa/Brass (1961)
- Ascension (1965)

С Эриком Долфи
- Outward Bound (1960)
- Out to Lunch! (1964)

С Кёртисом Фуллером
- Soul Trombone (Impulse!, 1961)
- Cabin in the Sky (Impulse!, 1962)

С Декстером Гордоном
- Doin' Allright (1961)
- Clubhouse (1964)
- The Other Side of Round Midnight (1986)

С Херби Хэнкоком
- Takin' Off  (1962)
- Empyrean Isles (1964)
- Maiden Voyage (1965)
- Blow-Up (Soundtrack) (1966)
- VSOP (1977)
- VSOP: The Quintet (1977)
- VSOP: Tempest in the Colosseum (1977)
- VSOP: Live Under the Sky (1979)
- Round Midnight (Soundtrack) (1986)

С Эндрю Хиллом
- Pax (1965)
- Compulsion!!!!! (1965)

С Джо Хендерсоном
- Big Band (1996)

С Бобби Хатчерсоном
- Dialogue (Blue Note, 1965)
- Highway One (Columbia, 1978)

С Уэсом Монтгомери
- Fingerpickin' (1958)
- Road Song (1968)

С Дюком Пирсоном
- Dedication! (1961)
- Sweet Honey Bee (1966)
- The Right Touch (1967)

С Маккоем Тайнером
- Together (1978)
- Quartets 4 X 4 (1980)

Остальные
- Орнетт Коулман - Free Jazz: A Collective Improvisation (1960)
- Тина Брукс - True Blue (1960)
- Кенни Дрю - Undercurrent (1960)
- Джеки МакЛин - Bluesnik (1961)
- Оливер Нельсон - The Blues and the Abstract Truth (1961)
- Билл Эванс - Interplay (1962)
- Уэйн Шортер - Speak No Evil (1964)
- Сэм Риверс - Contours (1965)
- Сонни Ролинс - East Broadway Run Down (1966)
- Джордж Бенсон - The Other Side of Abbey Road (1969)
- Куинси Джонс - Walking in Space (1969)
- Леон Томас - A Piece of Cake (Palcoscenico Records)
- Сэнли Тёррентайн - Sugar (1970)
- Кенни Баррел - God Bless the Child (1971)
- Рэнди Вестон - Blue Moses (1972)
- Милт Джексон - Sunflower (1973)
- Чарльз Эарленд - Leaving This Planet (1973)
- Дон Селебский - Giant Box (1973)
- Билли Джоэл - 52nd Street (1978)
- Руфус - Numbers (1979)
- Джордж Кэблс - Cables' Vision (1979)
- Оскар Питерсон – Face to Face (1982)
- Роберто Авила & Сарава - Come to Brazil (1989)
- Кирк Лайтсэй Trio - Temptation (1991)
- Пончо Санчес - Cambios (1991)

### Фильмография
- 1981 Studiolive (Sony)[20]
- 2004 Live at the Village Vanguard (Immortal)[21]
- 2005 All Blues (FS World Jazz)[22]
- 2009 Freddie Hubbard: One of a Kind